# Volksen (Einbeck)
Volksen ist eine Ortschaft der Stadt Einbeck im südniedersächsischen Landkreis Northeim.

## Geografie
Das Dorf Volksen befindet sich im östlichen Teil der Stadt Einbeck und liegt am Westufer der Leine in der Nähe der Ilmemündung. Volksen liegt in einer Engstelle des Leinetales, das hier in  geologische Schichten des Buntsandsteins und des Muschelkalks eingetieft ist. Der Talboden besteht aus Auelehm, der in Jahrhunderten an den Hanglagen erodiert und im Tal abgelagert wurde. Volksen liegt auf einem Schwemmkegel, vor Hochwasser aber nur leicht gesichert.

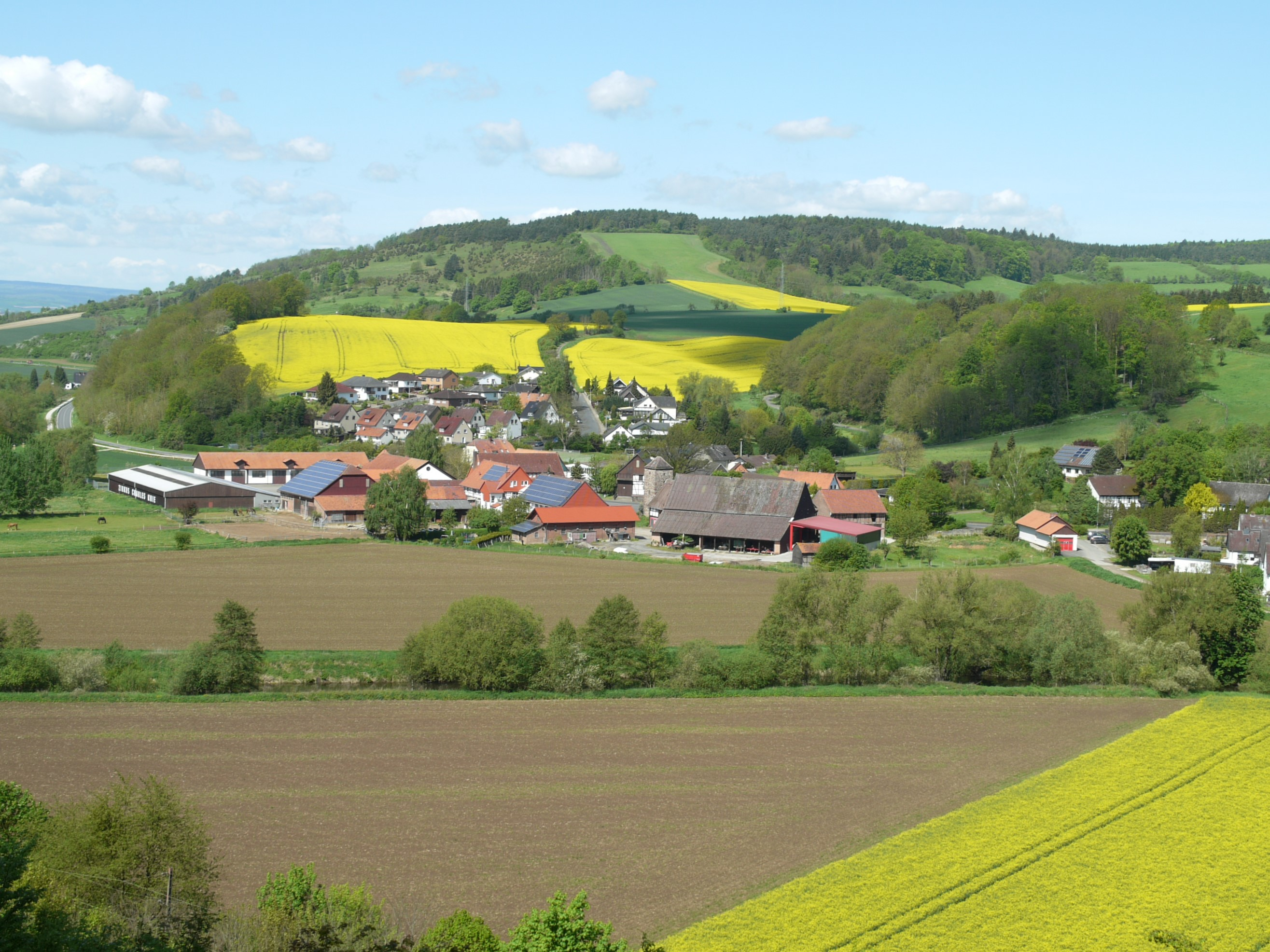
Blick auf das Dorf Volksen und den Altendorfer Berg im Hintergrund. Foto: 15. Mai 2017

## Geschichte
Im Zuge der Gebietsreform in Niedersachsen, die am 1. März 1974 stattfand, wurde die zuvor selbständige Gemeinde Volksen durch Eingemeindung zur Ortschaft der Stadt Einbeck.
Von 1973 bis 2012 befand sich das Winterquartier des Circus Barum in der Braunschweiger Straße (Landesstraße 487). Der eindrucksvolle Hof wurde von Raubtierdompteur und Circus Direktor Gerd Siemoneit-Barum aufwändig für Tierhaltung und Circus-Material hergerichtet. Seit Januar 2013 ist der Hof in Besitz des Zirkus Charles Knie.

## Politik

### Ortsrat
Der Ortsrat, der die Ortschaften Negenborn und Volksen gemeinsam vertritt, setzt sich aus sieben Ratsmitgliedern zusammen. Die Wahlperiode begann am 1. November 2021 und endet am 31. Oktober 2026.
- Wgem. Negenborn-Volksen: 7 Sitze

(Stand: Kommunalwahl 12. September 2021)

### Ortsbürgermeister
Der Ortsbürgermeister ist Matthias Cohrs (WG).

### Wappen
Das Ortswappen zeigt den Wehrturm der Marienkapelle in Volksen auf rotem Grund.

## Kultur und Sehenswürdigkeiten

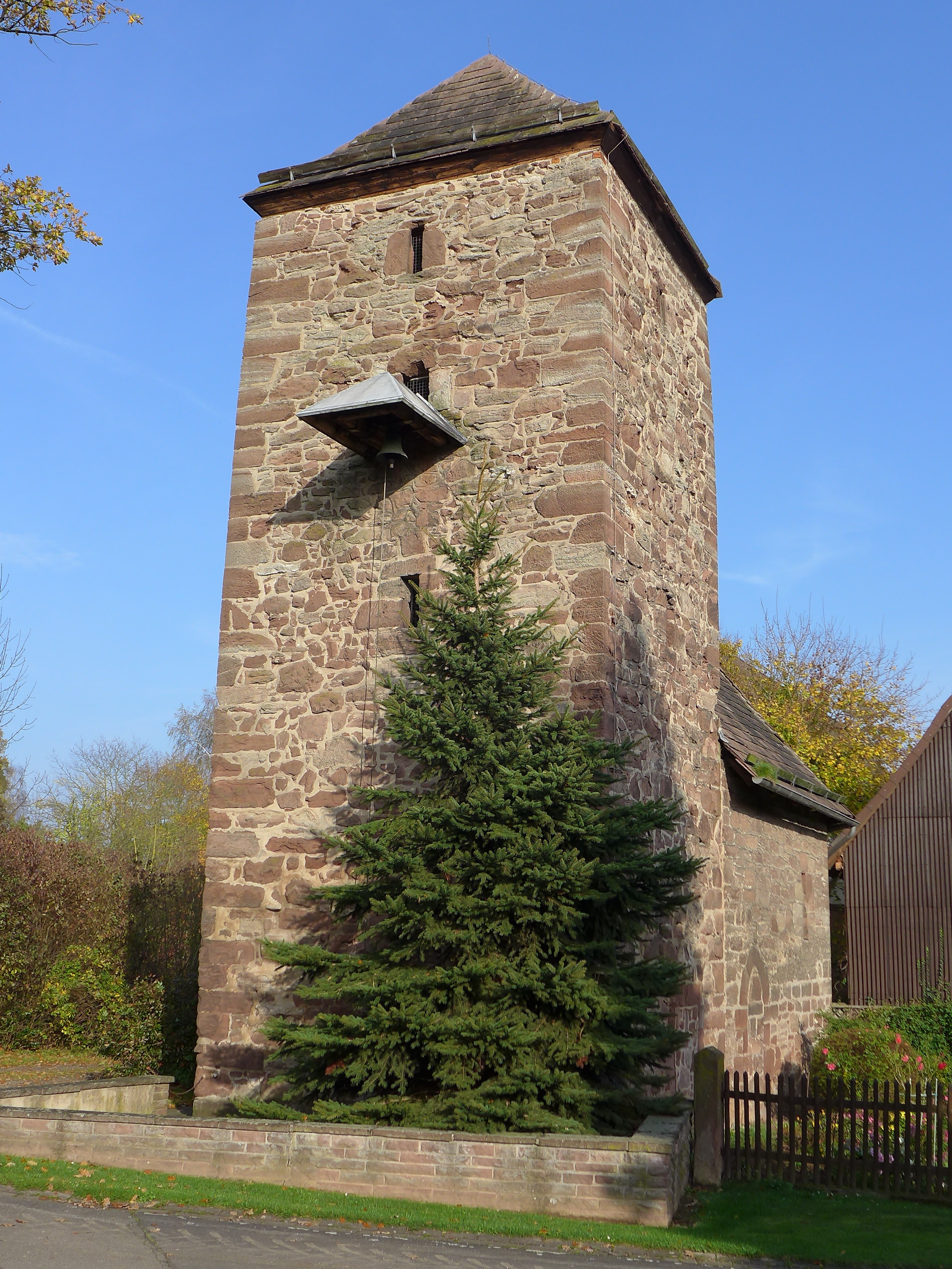
Kapelle

Die Marienkapelle in Volksen ist eine der wenigen erhaltenen mittelalterlichen Dorfkirchen in Südniedersachsen. Der etwa 12 Meter hohe Wehrturm aus Bruchsteinmauerwerk mit Schießscharten wurde zuerst errichtet; er hatte einen Zugang 3 Meter hoch über dem Boden. Später wurde die kleine gotische Kapelle mit Kreuzgewölbe und Kopfkonsolen angebaut. Die Marienkapelle wird 1386 als Filialkirche erwähnt, als Florinus de Hupeden gemeinsamer Pfarrer mit der Pfarrkirche St. Laurentius in Negenborn war. Die Kapelle war Wallfahrtsort zu der „Pieta von Volksen“, einer um 1400 entstandenen, holzgeschnitzten Madonna mit dem Leichnam Jesu auf dem Schoß. Nach der Reformation wurde sie auf dem Dachboden gelagert und befindet sich heute als Leihgabe im Stadtmuseum Einbeck. Die Kapelle ist fast unverändert erhalten geblieben, der Turm kann nur über eine Leiter im Innern bestiegen werden und die außen hängende Glocke wird per Hand an einem Seil geläutet. Sie wird heute unter anderem als Friedhofskapelle genutzt.

## Verkehr
Die Landesstraße 487 führt durch das Dorf. Parallel dazu verläuft der Europaradweg R1 und der Leine-Heide-Radweg.